# Futakuchi-onna

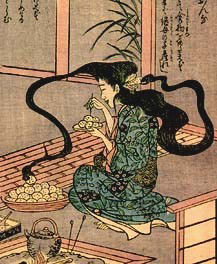
Ukiyo-e di una Futakuchi-onna

La futakuchi-onna (二口-女?) è uno yōkai, una creatura della mitologia giapponese. Come suggerisce il nome due (二?, futa), bocca (口?, kuchi) e donna (女?, onna): "donna dalle due bocche", è caratterizzata dalla presenza, oltre a quella "normale", di una seconda bocca nascosta tra i capelli della nuca, dove il cranio della donna si apre, presentando labbra, denti e una lingua.
Come se questo non bastasse, la "bocca posteriore" borbotta e sputacchia, continuando a chiedere cibo e, se non viene adeguatamente sfamata, inizia a strillare in modo osceno e a provocare alla donna un tremendo dolore. Addirittura, in una particolare versione del mito, anche i capelli della donna si animano e, muovendosi come serpenti, iniziano a portare cibo alla vorace bocca.
Nella mitologia e nel folklore giapponesi, le futakuchi-onna appartengono allo stesso tipo di miti delle rokurokubi, delle kuchisake-onna e delle yamanba: donne trasformate in yōkai da maledizioni o malattie soprannaturali. In questi racconti, la natura soprannaturale delle donne rimane solitamente nascosta fino all'ultimo minuto, quando la verità viene rivelata.

## Il mito
La futakuchi-onna era una matrigna che, non amando il figlio di primo letto del marito, sfamò solo i propri figli, lasciando invece morire di fame il figliastro. Qualche tempo dopo, mentre un taglialegna spaccava la legna in giardino, accidentalmente ruppe la propria ascia che andò a ferire la cattiva matrigna alla nuca. Lo spirito del figliastro trascurato, allora, entrò nel corpo della donna impedendo per vendetta alla ferita di rimarginarsi. Col tempo la ferita sanguinante si trasformò in una bocca che cominciò a chiedere continuamente cibo alla donna e a ripeterle instancabilmente di chiedere perdono per ciò che aveva fatto.
Secondo un altro racconto popolare molto famoso invece, la futakuchi-onna era una donna che non mangiava mai e che per questo fu presa in moglie da un uomo molto avaro. Poco tempo dopo però l'uomo si accorse che, nonostante la donna non toccasse cibo, le scorte continuavano a diminuire. Spiandola, infatti, scoprì che quando era sola i suoi capelli si animavano e portavano in continuazione decine di polpette di riso ad una seconda bocca posta sulla nuca della sua testa. Sembra che quella seconda bocca fosse "nata" dal desiderio di cibo che la donna reprimeva costantemente in pubblico.